# François Perrodo
François Perrodo (Singapore, 14 febbraio 1977) è un imprenditore e pilota automobilistico francese.
È il presidente di Perenco, una compagnia petrolifera e del gas con operazioni in 16 paesi, che è stata fondata da suo padre. Dal 2013 inizia a correre nella classe GT del Campionato del mondo endurance, con il team AF Corse riesce a conquistare tre campionati, nel 2016, nel 2019-20 e nel 2021 e vince la 24 Ore di Le Mans 2021 sempre nella categoria GT Am mentre nel 2022 si laurea campione del mondo nella categoria LMP2 Pro/Am.

## Biografia
François Perrodo è nato il 14 febbraio 1977 a Singapore. Figlio di Carrie e Hubert Perrodo, uomo d'affari francese e fondatore del gruppo petrolifero indipendente Perenco. François si laurea in fisica al St Peter's College di Oxford dove nel 1999 è stato capitano della squadra di polo. Nel 2002 si laurea anche in ingegneria presso l'École Nationale Supérieure du Pétrole et des Moteurs (ENSPM) ora chiamata IFP School (Istituto francese del petrolio) e ha conseguito un MBA presso l'INSEAD di Singapore.
È presidente della compagnia petrolifera indipendente franco-britannica Perenco, dopo che suo padre è morto nel 2006 in un incidente escursionistico nei pressi di Courchevel, gestisce l'azienda di famiglia dal 2007.

## Carriera automobilistica

### WEC

#### Prospeed Competition e AF corse  (2013-2015)
Perrodo esordisce nel Campionato del mondo endurance nel 2013 con il team Prospeed Competition durante la 24 Ore di Le Mans per poi essere il pilota titolare nel 2014

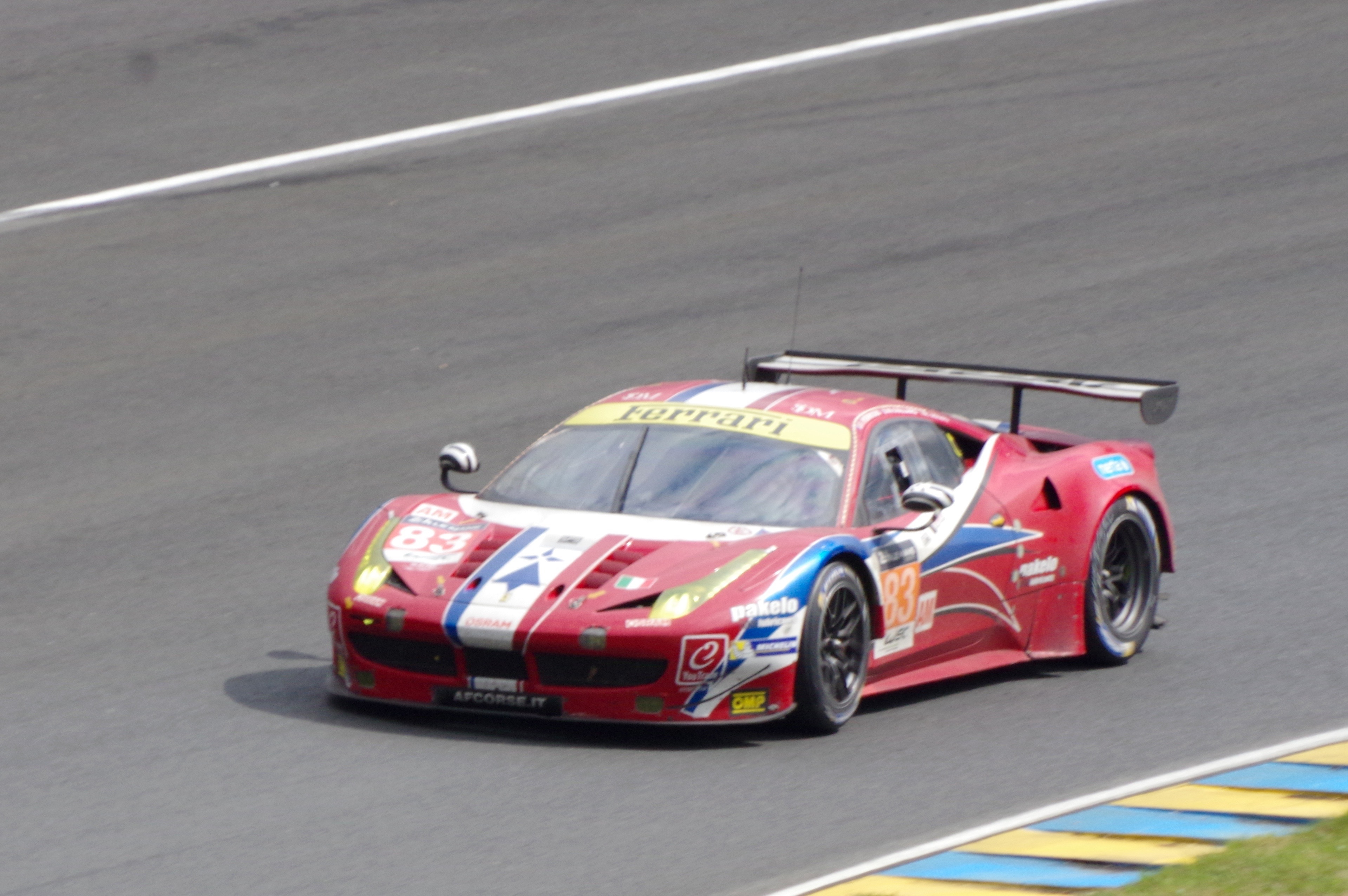
Perrodo nel 2016 con la Ferrari.

Perrodo ritorna nel team AF Corse per la stagione 2015, aveva già corso con il team italiano nella 6 Ore di Bahrain nel 2013. Insieme a Emmanuel Collard e Rui Águas conquista la vittoria nella 6 Ore di Shangai e altri sette podi arrivando secondo in campionato nella classe GT AM.
Nel 2016 continua con AF Corse e i compagni Collard e Águas sempre alla guida della Ferrari 458 Italia GT2. L'equipaggio trova la vittoria prima nelle 6 ore di Silverstone e poi nella 24 Ore di Le Mans; grazie alle due vittorie e altri sei podi il team riesce a vincere il campionato nella loro classe, il primo nel WEC per François Perrodo.

#### TDS Racing (2017-2019)

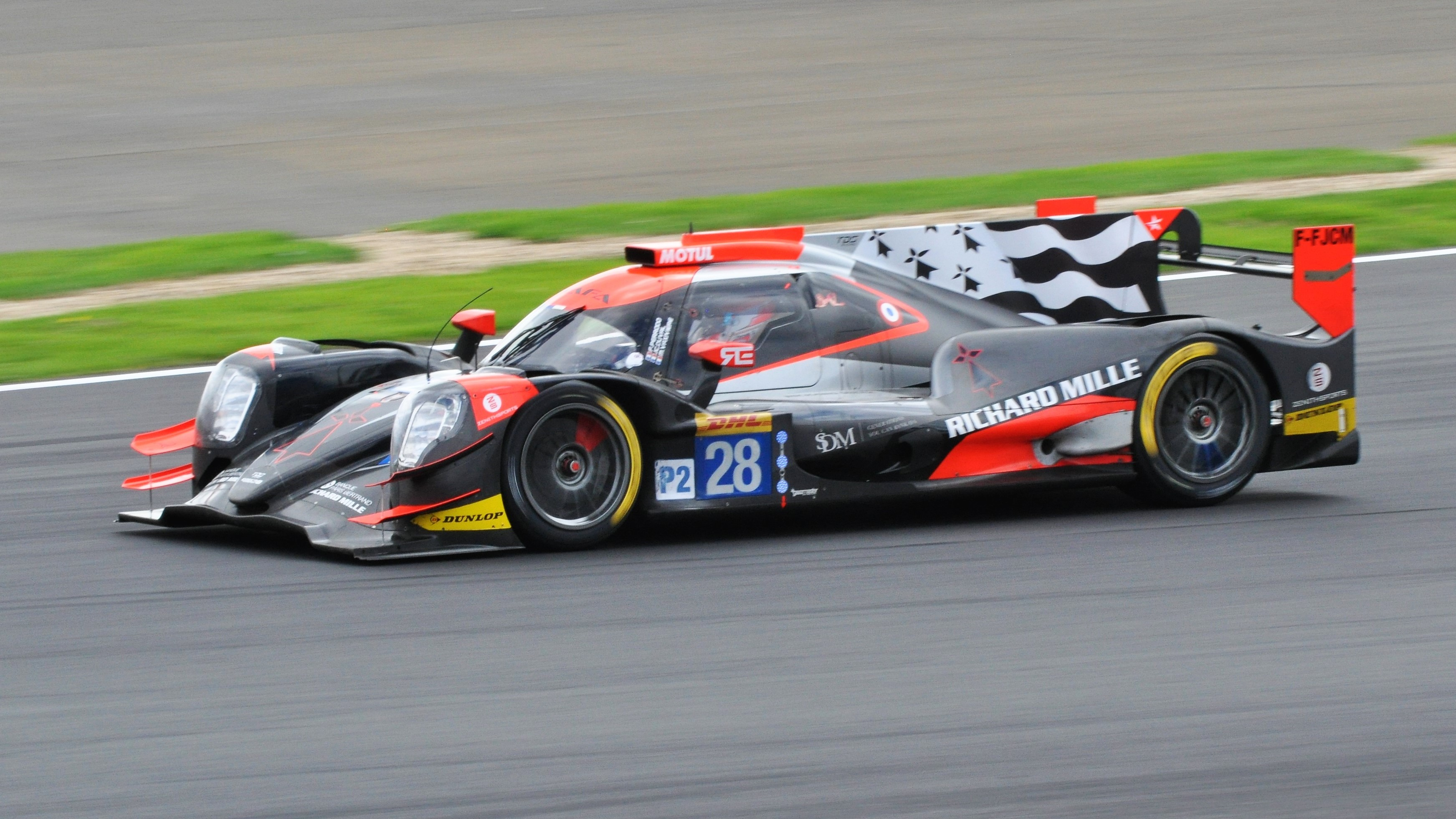
Perrodo nel 2018 con il team TDS Racing.

Per la stagione 2017 Perrodo passa alla classe LMP2 con il team TDS Racing insieme ai copiloti Emmanuel Collard e Matthieu Vaxivière. L'equipaggio conquista subito un podio nella prima corsa, arrivando terzo nella 6 Ore di Silverstone, mentre sono costretti al ritiro nella 24 Ore di Le Mans e non riescono a tornare sul podio chiudendo 14º nella serie.
Perrodo continua a correre con il team TDS Racing per la stagione 2018-2019 sempre insieme a Matthieu Vaxivière e con il nuovo copilota Loïc Duval. Vengono squalificati durante la 24 Ore di Le Mans, mentre nell'edizione 2019 riescono a raggiungere il terzo posto e chiudono ottavi in classifica.

#### Ritorno al team AF Corse (2019-)
Nel 2019 ritorna con il team italiano AF Corse per correre nella GTE Am insieme a Nicklas Nielsen e Emmanuel Collard. L'equipaggio conquista due vittorie, una in Belgio e l'altra a Silverstone, riuscendo così a vincere nella loro classe.

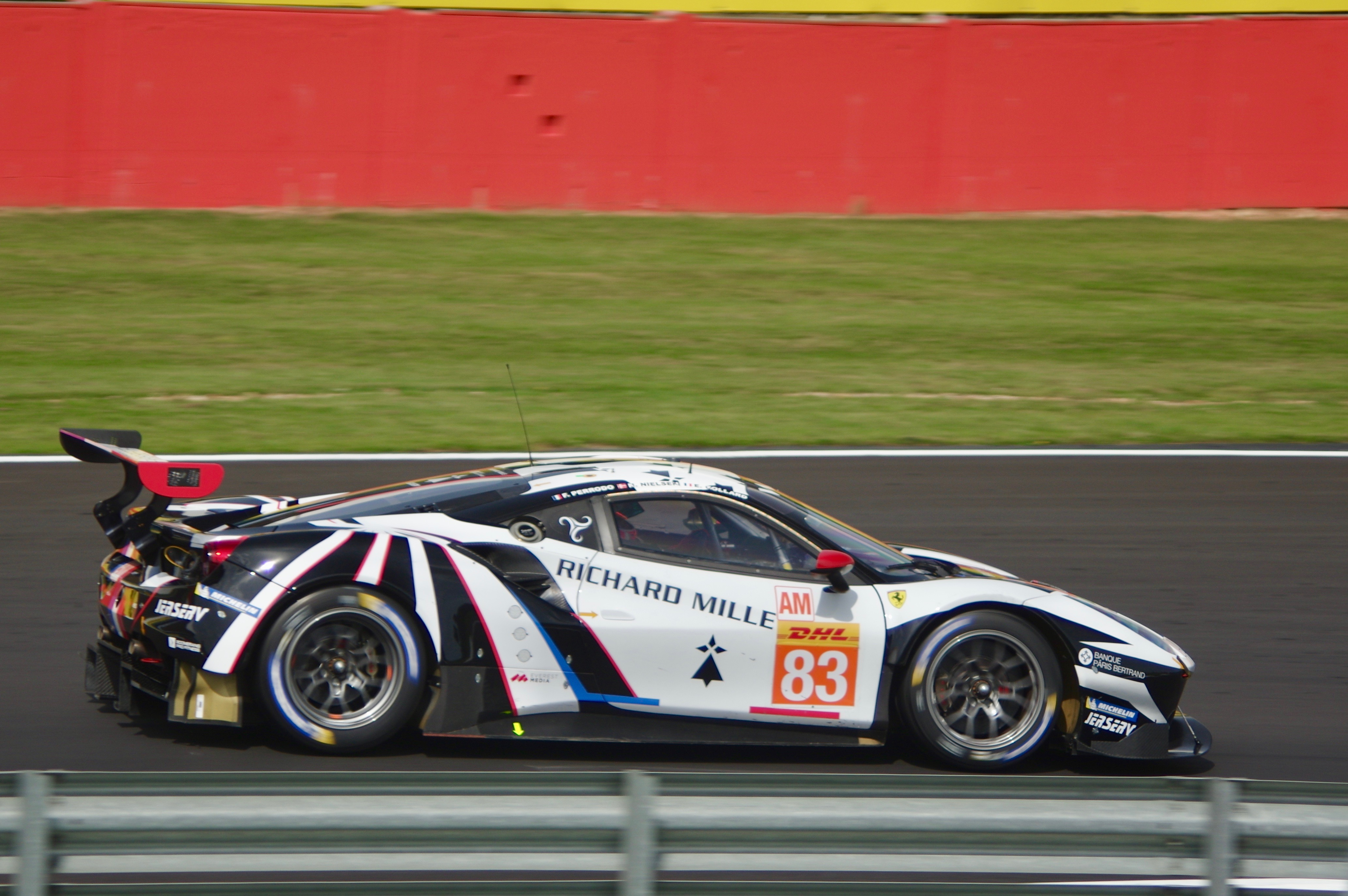
Perrodo nel 2019 con la Ferrari 488 GTE Evo.

Nel 2021 Perrodo torna a guidare per il team AF Corse nella classe GTE Am, il pilota francese divide la Ferrari 488 GTE Evo con i piloti Nicklas Nielsen e Alessio Rovera. L'equipaggio inizia subito molto bene, vince la 6 Ore di Spa-Francorchamps, finisce nella top 10 a Portimão e ritorna subito alla vittoria nella 6 ore di Monza. La terza vittoria è quella più speciale della carriera di Rovera, il team vince la 24 Ore di Le Mans 2021. L'equipaggio vince anche l'ultimo round in Bahrain e chiude la stagione da campione nella classe GTE Am. Per Perrodo è il terzo titolo nella classe GT AM.

Perrodo alla 24 Ore di Le Mans 2022.

Per la stagione 2022 il team AF Corse decide di esordire nella categoria LMP2 con l'equipaggio vincente nel 2021 nella categoria GTE AM. Nielsen, Perrodo e Rovera si dividono la Oreca 07 si nel WEC e nel European Le Mans Series.

## Risultati

### Risultati WEC
| Anno    | Team                 | Classe   | Auto                   | 1                             | 2       | 3       | 4       | 5     | 6       | 7      | 8     | 9     | 10    | Punti | Pos. |
| ------- | -------------------- | -------- | ---------------------- | ----------------------------- | ------- | ------- | ------- | ----- | ------- | ------ | ----- | ----- | ----- | ----- | ---- |
| 2013    | Prospeed Competition | LMGTE Am | Porsche 997 GT3-RSR    | Porsche 4.0 L Flat-6          | SIL     | SPA     | LMS 9   | SÃO   | COA     | FUJ    | SHA   |       |       | 15    | 22°  |
| 2013    | AF Corse             | LMGTE Am | Ferrari 458 Italia GT2 | Ferrari 4.5 L V8              |         |         |         |       |         |        |       | BHR 3 |       | 15    | 22°  |
| 2014    | Prospeed Competition | LMGTE Am | Porsche 997 GT3-RSR    | Porsche 4.0 L Flat-6          | SIL Rit | SPA 6   | LMS Rit |       |         |        |       |       |       | 58    | 9°   |
| 2014    | Prospeed Competition | LMGTE Am | Porsche 911 RSR        | Porsche 4.0 L Flat-6          |         |         |         | COA 8 | FUJ 3   | SHA 4  | BHR 7 | SÃO 5 |       | 58    | 9°   |
| 2015    | AF Corse             | LMGTE Am | Ferrari 458 Italia GT2 | Ferrari 4.5 L V8              | SIL 2   | SPA 2   | LMS 3   | NÜR 3 | COA 3   | FUJ 3  | SHA 1 | BHR 4 |       | 148   | 2°   |
| 2016    | AF Corse             | LMGTE Am | Ferrari 458 Italia GT2 | Ferrari 4.5 L V8              | SIL 1   | SPA 2   | LMS 1   | NÜR 2 | MEX 2   | COA 6  | FUJ 2 | SHA 2 | BHR 3 | 188   | 1°   |
| 2017    | TDS Racing           | LMP2     | Oreca 07               | Gibson GK428 4.2 L V8         | SIL 3   | SPA 9   | LMS Rit | NÜR 8 | MEX 7   | COA 7  | FUJ 4 | SHA 6 | BHR 9 | 55    | 14°  |
| 2018–19 | TDS Racing           | LMP2     | Oreca 07               | Gibson GK428 4.2 L V8         | SPA 4   | LMS DSQ | SIL 7   | FUJ 4 | SHA Rit | SEB NC | SPA 4 | LMS 3 |       | 66    | 8°   |
| 2019–20 | AF Corse             | GTE Am   | Ferrari 488 GTE Evo    | Ferrari F154CB 3,9 L Turbo V8 | SIL 1   | FUJ 2   | SHA 4   | BHR 4 | COA 4   | SPA 1  | LMS 3 | BHR 2 |       | 167   | 1°   |
| 2021    | AF Corse             | GTE Am   | Ferrari 488 GTE Evo    | Ferrari F154CB 3,9 L Turbo V8 | SPA 1   | ALG 10  | MNZ 1   | LMS 1 | BHR 5   | BHR 1  |       |       |       | 150   | 1°   |

### Risultati 24 ore di Le Mans
| Anno | Team                 | Co-Piloti                                 | Auto                   | Classe | Giri | Pos. | Classe Pos. |
| ---- | -------------------- | ----------------------------------------- | ---------------------- | ------ | ---- | ---- | ----------- |
| 2013 | Prospeed Competition | Emmanuel Collard Sébastien Crubilé        | Porsche 997 GT3-RSR    | GTE Am | 298  | 36°  | 9°          |
| 2014 | Prospeed Competition | Emmanuel Collard Markus Palttala          | Porsche 997 GT3-RSR    | GTE Am | 194  | DNF  | DNF         |
| 2015 | AF Corse             | Rui Águas Emmanuel Collard                | Ferrari 458 Italia GT2 | GTE Am | 330  | 26°  | 4°          |
| 2016 | AF Corse             | Rui Águas Emmanuel Collard                | Ferrari 458 Italia GT2 | GTE Am | 331  | 27°  | 2°          |
| 2017 | TDS Racing           | Emmanuel Collard Matthieu Vaxivière       | Oreca 07-Gibson        | LMP2   | 213  | DNF  | DNF         |
| 2018 | TDS Racing           | Loïc Duval Matthieu Vaxivière             | Oreca 07-Gibson        | LMP2   | 366  | DSQ  | DSQ         |
| 2019 | TDS Racing           | Loïc Duval Matthieu Vaxivière             | Oreca 07-Gibson        | LMP2   | 366  | 8°   | 3°          |
| 2020 | AF Corse             | Nicklas Nielsen Emmanuel Collard          | Ferrari 488 GTE Evo    | GTE Am | 339  | 26°  | 3°          |
| 2021 | AF Corse             | Nicklas Nielsen Alessio Rovera            | Ferrari 488 GTE Evo    | GTE Am | 340  | 25°  | 1°          |
| 2023 | AF Corse             | Ben Barnicoat Norman Nato                 | Oreca 07-Gibson        | LMP2   | 183  | 43º  | 18º         |
| 2025 | AF Corse             | António Félix da Costa Matthieu Vaxivière | Oreca 07-Gibson        | LMP2   | 364  | 26º  | 9º          |